# Contea di Stillwater
La contea di Stillwater (in inglese Stillwater County) è una contea del Montana. Il suo capoluogo amministrativo è Columbus.

## Geografia fisica
La contea ha un'area di 4.674 km² di cui lo 0,53% è coperto d'acqua. Confina con le seguenti contee:
- Contea di Golden Valley - nord
- Contea di Yellowstone - est
- Contea di Carbon - sud
- Contea di Park - sud-ovest
- Contea di Sweet Grass - ovest

### Evoluzione demografica

Situazione demografica

## Città principali
- Absarokee
- Columbus
- Park City
- Reed Point
- Rapelje
- Molt

## Strade principali
- Interstate 90
- Montana Highway 78

## Musei
- Museum of the Beartooths, su rootsweb.com. URL consultato il 24 aprile 2007 (archiviato dall'url originale il 19 ottobre 2006).